# Puerto Príncipe
Puerto Príncipe (en francés: Port-au-Prince; y en criollo haitiano: Pòtoprens) es la capital y ciudad más poblada de Haití. La población de la ciudad se estimó en 1,2 millones en 2022 y el área metropolitana se estimó en una población de 2 618 894. Se encuentra situada en el distrito de Puerto Príncipe, en el departamento Oeste.
Fue capital de la colonia francesa de Santo Domingo desde 1770 hasta 1804, cuando Haití logró su independencia; fue designada entonces como capital del nuevo estado, y durante el período revolucionario se la denominó Port-Républicain. Hoy en día, constituye el centro económico, judicial y gubernamental del país y el puerto más importante de Haití, además de la principal urbe del departamento del Oeste y de la sede de la archidiócesis de Puerto Príncipe.
Son católicos la mayoría de los habitantes, pero practican también el vudú, un culto que combina elementos del cristianismo primitivo, del catolicismo y de las religiones tribales de África occidental.
Los principales monumentos y lugares de interés de la ciudad son: la Universidad de Haití, el Palacio Real, el Museo Nacional, el Bicentenario de la Independencia Haitiana y el muelle del puerto. Tanto la catedral de Nuestra Señora de Puerto Príncipe como el Palacio Nacional (lugar de residencia del presidente de la República) eran dos de los principales símbolos arquitectónicos de la capital haitiana, pero lamentablemente fueron destruidos durante el terremoto que devastó al país en 2010.
El 12 de enero de 2010, un terremoto de magnitud 7 en la escala de Richter devastó gran parte de la ciudad. Se puede hablar de más de 300 000 muertos y 350 000 heridos en una de las peores catástrofes del país.  La violencia de las pandillas es extensa, y los secuestros, las masacres y las violaciones en grupo son hechos comunes, a menudo con la complicidad de oficiales de policía y políticos.

## Historia

### La región antes de la fundación de Puerto Príncipe
Antes de la llegada de Cristóbal Colón, la región que se convertiría en Puerto Príncipe no estuvo habitada permanentemente por ningún grupo humano. Al final del siglo XV, la región estaba bajo control de un amerindio llamado Bohechío, y como sus predecesores, temió establecerse demasiado cerca de la costa, ya que esto les podría haber hecho presa de los caribes, que vivían en las islas vecinas. En lugar de eso usó la región como zona de caza.
Con la llegada de los españoles, los amerindios fueron forzados a convertirse en un protectorado, y Bohechío, sin hijos al morir, fue sucedido por su hermana, Anacaona. Ella intentó mantener buenas relaciones con los españoles pero fue difícil, y, en 1503, una parte de sus súbditos decidió rebelarse contra los colonos. Enterado el gobernador Nicolás de Ovando del intento de sublevación, decidió tomar medidas directamente para evitarla, y puso fin al gobierno indígena de Anacaona. Ovando invitó a ella y a otros líderes tribales a un banquete, y cuando los amerindios habían bebido mucho vino (los españoles no bebieron) ordenó matar a la mayoría de ellos. Anacaona fue salvada, siendo juzgada posteriormente por su parte en la conspiración y, finalmente, ahorcada en público. Las enfermedades transmitidas por los colonos españoles redujeron el número de la población indígena, aunque su cuantía es muy discutida hoy en día y no hay cifras fiables.
Una vez que el dominio español sobre la zona fue establecido, Ovando fundó una colonia no muy lejos de la costa (al oeste de la laguna del Fondo), a la que dio el nombre de «Santa María de la Paz Verdadera» y que sería abandonada varios años más tarde. Poco después de eso, Ovando fundó «Santa María del Puerto». Esta última sería quemada por los franceses en 1535, y de nuevo en 1592 por los ingleses. Estos ataques fueron demasiados para la administración colonial española, y en 1606 decidieron abandonar la región.
Durante más de 50 años, la zona que es hoy Puerto Príncipe vio a su población descender de forma drástica. Finalmente algunos piratas, especialmente los bucaneros después de la batalla de la isla de San Cristóbal en 1629, comenzaron a utilizarla como base y los comerciantes neerlandeses comenzaron a frecuentarla en búsqueda de cuero, pues era abundante en la región. Hacia 1650, los piratas franceses flibustiers, comenzaron a llegar a la costa desde la isla de la Tortuga, y establecieron una colonia en Trou-Borded. Al crecer la colonia, instalaron un hospital no muy lejos de la costa, en Turgeau. Esto condujo a que la región sea conocida como Hôpital.
Aunque realmente no hubo presencia española en Hôpital durante esos cincuenta años, España conservó la demanda formal sobre el territorio, y la presencia cada vez mayor de los filibusteros franceses en tierras hispanas provocó que la Corona española enviara soldados a Hôpital para retomar la zona. La misión fue un desastre para los españoles, pues fueron superados en número de forma aplastante, y en 1697 el gobierno español firmó el Tratado de Rijswijk, renunciando a cualquier demanda sobre Hôpital. Durante este tiempo, los franceses también establecieron bases en Éster (parte de Petite-Rivière) y en Gonaïves.
Éster fue una aldea rica, habitada por comerciantes, y de calles rectas; era aquí donde vivía el gobernador. No obstante, la región circundante, Petite-Rivière, era absolutamente pobre. Después de un gran incendio en 1711, Éster fue abandonada. La presencia francesa en la región continuó creciendo, y poco después de eso, una ciudad nueva fue fundada en el sur, Léogâne.
La primera presencia francesa de Hôpital, que más adelante sería Puerto Príncipe, se convirtió en una verdadera colonia francesa, por lo que la administración colonial comenzó a preocuparse de la presencia continua de los flibustiers. Estos eran útiles rechazando a los ingleses que intentaban usurpar territorio francés, y eran bastante independientes, sin recibir órdenes de la administración colonial y por lo tanto una amenaza potencial para el gobierno colonial. Por lo tanto, en el invierno de 1707, Choiseul-Beaupré, el gobernador de la región, intentó conseguir librarse de ellos. Él insistió en controlar el hospital, y los flibustiers rechazaron, considerándolo una humillación. Finalmente cedieron y cerraron el hospital, cediendo su control al gobernador, y muchos de ellos se establecieron como granjeros (los primeros habitantes europeos estables en la región).
La eliminación de los flibustiers como grupo en Hôpital reforzó la autoridad de la administración colonial, haciendo que los ingleses se interesasen más por la región. Protegiendo el área, un capitán llamado Saint-André naufragó en la bahía en un barco llamado El Príncipe, justo debajo del hospital. Por esto la zona fue renombrada a Port-au-Prince (Puerto Príncipe), aunque el puerto y la región circundante continuó siendo conocida como Hôpital.
Los ingleses dejaron de preocuparse por el área, y varios nobles buscaron concesiones territoriales de la Corona francesa en Hôpital; el primer noble en controlar Hôpital fue sieur José Randot. Tras su muerte en 1737, sieur Pierre Morel ganó control sobre parte de la región, junto a Gatien Bretton des Chapelles que adquiría otra porción.
Por aquel entonces, la administración colonial estaba convencida de que era necesario elegir una capital para controlar mejor el territorio francés de Santo Domingo. Durante un tiempo, Petit-Goâve y Léogâne compitieron por dicho honor, pero ambas fueron desestimadas por no estar ubicadas en un lugar central. El clima de Petit-Goâve era demasiado malo y la topografía de Léogâne hacía difícil defenderla. Una ciudad nueva fue construida entonces, Puerto Príncipe.

### Historia colonial

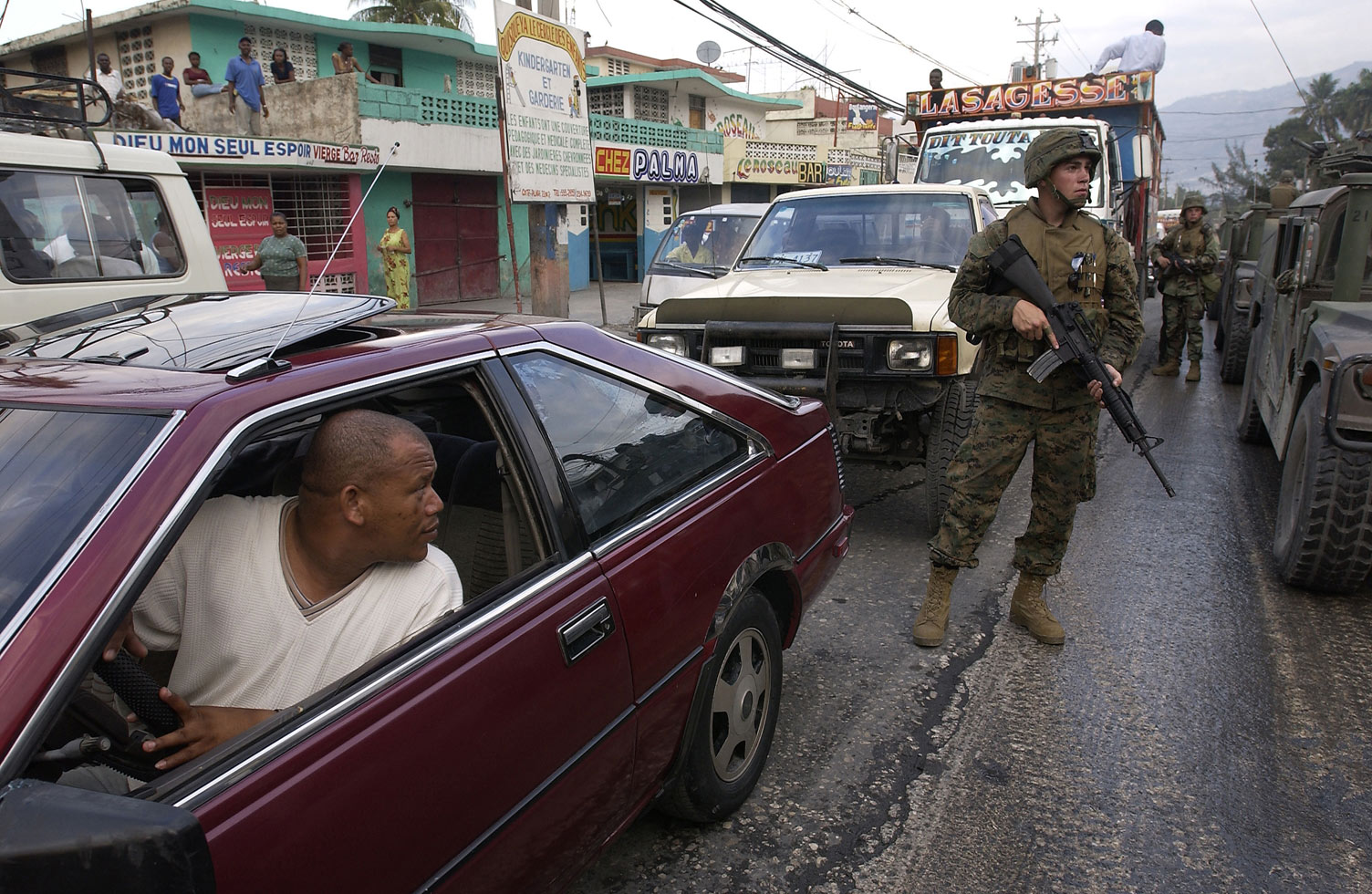
Tropas de EE. UU. desplegadas en Puerto Príncipe, 2004.

En 1770 la ciudad del Cabo Francés (actual Cabo Haitiano) es sustituida como capital de la colonia de Santo Domingo, por Puerto Príncipe, y en 1804 tras independizarse Haití de Francia, se convierte en su capital. Antes de la independencia de Haití fue capturada por las tropas británicas desde el 4 de junio de 1794 al 8 de mayo de 1798. Durante la revolución francesa, fue conocido como Puerto Republicano, antes de ser renombrado a Puerto Príncipe por Jacobo I, el primer emperador de Haití. Cuando Haití estuvo dividida entre un reino en el norte y una república en el sur, Puerto Príncipe fue la capital de la república, gobernada por Alexandre Pétion. Henri Christophe renombró la ciudad como Puerto de los Crímenes después del asesinato de Jacobo I en puente Larnage (ahora conocido como puente Rojo, y localizado al norte de la ciudad).

### Terremoto de 2010
El 12 de enero de 2010, la ciudad fue destruida por un terremoto de magnitud 7.0 en la escala de Richter, que se calcula pudo haber causado la muerte a más de 300 000 personas, 350 000 heridos y más de tres millones de damnificados. Rápidamente, varias naciones del mundo se movilizaron con expertos, logística e insumos con que ayudar al pueblo haitiano, que a sus carencias de infraestructura y bajos niveles económicos le unía ahora toda la carga de la espantosa tragedia.

## Clima
Puerto Príncipe tiene un clima tropical todo el año. La temperatura a lo largo de la costa es en promedio de 26,7 °C y se vuelve más fresca en las montañas. La estación de las lluvias tiene lugar de abril a junio y de octubre a noviembre.
| Parámetros climáticos promedio de Puerto Príncipe | Parámetros climáticos promedio de Puerto Príncipe | Parámetros climáticos promedio de Puerto Príncipe | Parámetros climáticos promedio de Puerto Príncipe | Parámetros climáticos promedio de Puerto Príncipe | Parámetros climáticos promedio de Puerto Príncipe | Parámetros climáticos promedio de Puerto Príncipe | Parámetros climáticos promedio de Puerto Príncipe | Parámetros climáticos promedio de Puerto Príncipe | Parámetros climáticos promedio de Puerto Príncipe | Parámetros climáticos promedio de Puerto Príncipe | Parámetros climáticos promedio de Puerto Príncipe | Parámetros climáticos promedio de Puerto Príncipe | Parámetros climáticos promedio de Puerto Príncipe |
| Mes                                               | Ene.                                              | Feb.                                              | Mar.                                              | Abr.                                              | May.                                              | Jun.                                              | Jul.                                              | Ago.                                              | Sep.                                              | Oct.                                              | Nov.                                              | Dic.                                              | Anual                                             |
| ------------------------------------------------- | ------------------------------------------------- | ------------------------------------------------- | ------------------------------------------------- | ------------------------------------------------- | ------------------------------------------------- | ------------------------------------------------- | ------------------------------------------------- | ------------------------------------------------- | ------------------------------------------------- | ------------------------------------------------- | ------------------------------------------------- | ------------------------------------------------- | ------------------------------------------------- |
| Temp. máx. media (°C)                             | 31                                                | 31                                                | 32                                                | 32                                                | 33                                                | 35                                                | 35                                                | 35                                                | 34                                                | 33                                                | 32                                                | 31                                                | 32.8                                              |
| Temp. media (°C)                                  | 27                                                | 26.5                                              | 27                                                | 28                                                | 28                                                | 30                                                | 30                                                | 29.5                                              | 28                                                | 28                                                | 27                                                | 26.5                                              | 28                                                |
| Temp. mín. media (°C)                             | 23                                                | 22                                                | 22                                                | 23                                                | 23                                                | 24                                                | 25                                                | 24                                                | 24                                                | 24                                                | 23                                                | 22                                                | 23.3                                              |
| Lluvias (mm)                                      | 33                                                | 58                                                | 86                                                | 160                                               | 231                                               | 102                                               | 74                                                | 145                                               | 175                                               | 170                                               | 86                                                | 33                                                | 1353                                              |
| Días de lluvias (≥ 1 mm)                          | 3                                                 | 5                                                 | 7                                                 | 11                                                | 13                                                | 8                                                 | 7                                                 | 11                                                | 12                                                | 12                                                | 7                                                 | 3                                                 | 99                                                |
| Horas de sol                                      | 279.0                                             | 254.2                                             | 279.0                                             | 273.0                                             | 251.1                                             | 237.0                                             | 279.0                                             | 282.1                                             | 246.0                                             | 251.1                                             | 240.0                                             | 244.9                                             | 3116.4                                            |
| Fuente: Climate & Temperature                     |                                                   |                                                   |                                                   |                                                   |                                                   |                                                   |                                                   |                                                   |                                                   |                                                   |                                                   |                                                   |                                                   |

## Secciones
Está formado por las secciones de:
- Turgeau
- Morne l'Hôpital
- Martissant

## Demografía
A principios del siglo XX, Haití contaba sólo con 1 400 000 habitantes viviendo sobre un territorio de 27 750 km² aproximadamente. Pero, en 2003, la población de dicho país se había elevado a 8 400 000 habitantes, según el censo realizado en ese mismo año.[cita requerida]
En este proceso de explosión demográfica en Haití, algunas de sus ciudades han concentrado una gran parte de la población. Entre estas grandes urbes actuales, podemos citar: en primer lugar Puerto Príncipe, cuya población ha aumentado desde 1995, situándose en 1 975 000 personas. Hay dos notas características de esta ciudad. La primera es el alto nivel de mortandad debido sobre todo al sida, la expectativa de vida en el hombre se sitúa en torno a los 48 años y en las mujeres sobre los 51.[cita requerida]
| Gráfica de evolución demográfica de Puerto Príncipe entre 2009 y 2015 |
|                                                                       |

Los datos demográficos contemplados en este gráfico de la comuna de Puerto Príncipe son estimaciones que se han cogido de 2009 a 2015 de la página del Instituto Haitiano de Estadística e Informática (IHSI).

## Administración
El actual alcalde de Puerto Príncipe es Jean Yves Jason, quien encabezaba la ciudad al momento del terremoto de 2010. Cada distrito de la ciudad (principalmente los distritos de Delmas, Carrefour, y Pétionville) son administrados por sus alcaldes locales que quedan bajo la jurisdicción del alcalde general de la ciudad. La jefatura del Estado, ubicada en el Palacio Presidencial, se encuentra en la plaza Champ de Mars. La PNdH (Police Nationale d’Haïti) es la autoridad encargada de cumplir la ley en la ciudad. La fuerza policial haitiana ha ido en aumento recientemente. Sin embargo, debido a su inefectividad e insuficiente efectivos policiales, un gran número de personal de las Naciones Unidas está presente en la ciudad como parte de la MINUSTAH.
El ayuntamiento de la ciudad fue destruido en el terremoto de 2010. La mayoría de los edificios municipales de Puerto Príncipe resultaron totalmente destruidos.

## Economía

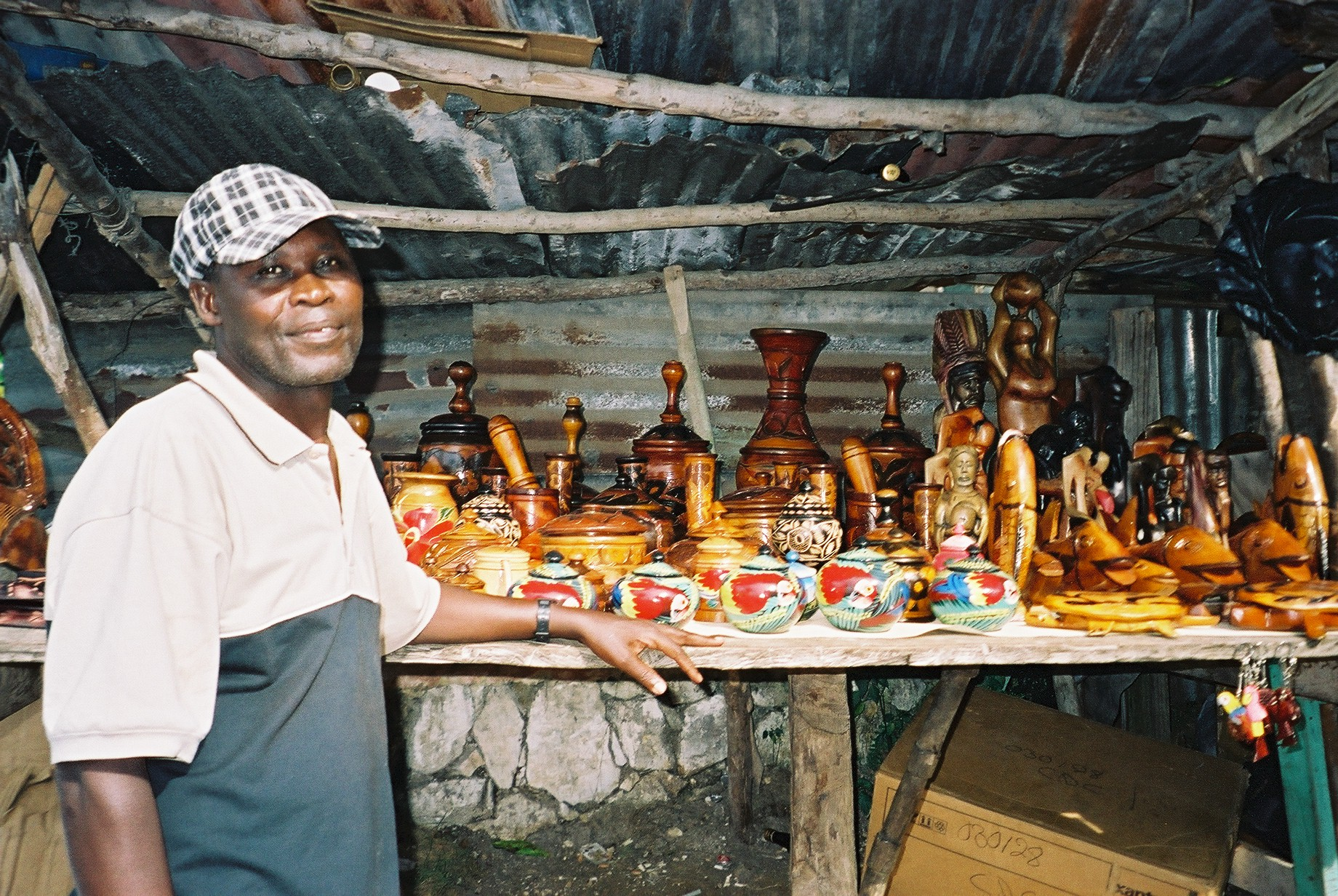
Artesano en Puerto Príncipe.

Actualmente la ciudad exporta café y azúcar, y en el pasado ha exportado otras mercancías, como zapatos y artículos tales como pelotas y bates de béisbol. Puerto Príncipe posee fábricas de procesamiento de plantas comestibles, jabón, textiles, y cemento. La ciudad también depende de la industria del turismo y las compañías de construcción para mover su economía.
Dado que en Puerto Príncipe el desempleo es muy alto, sería más preciso decir que la gente está subempleada. Una persona que camine por las calles de Puerto Príncipe puede apreciar el alto nivel de actividad, especialmente entre personas que venden mercancía y servicios. En el libro investigativo de Simon Fass Political Economy in Haiti: The Drama of Survival, se argumenta que en realidad virtualmente nadie está desempleado en Puerto Príncipe, dado que no podrían sobrevivir de ser así.

## Cultura

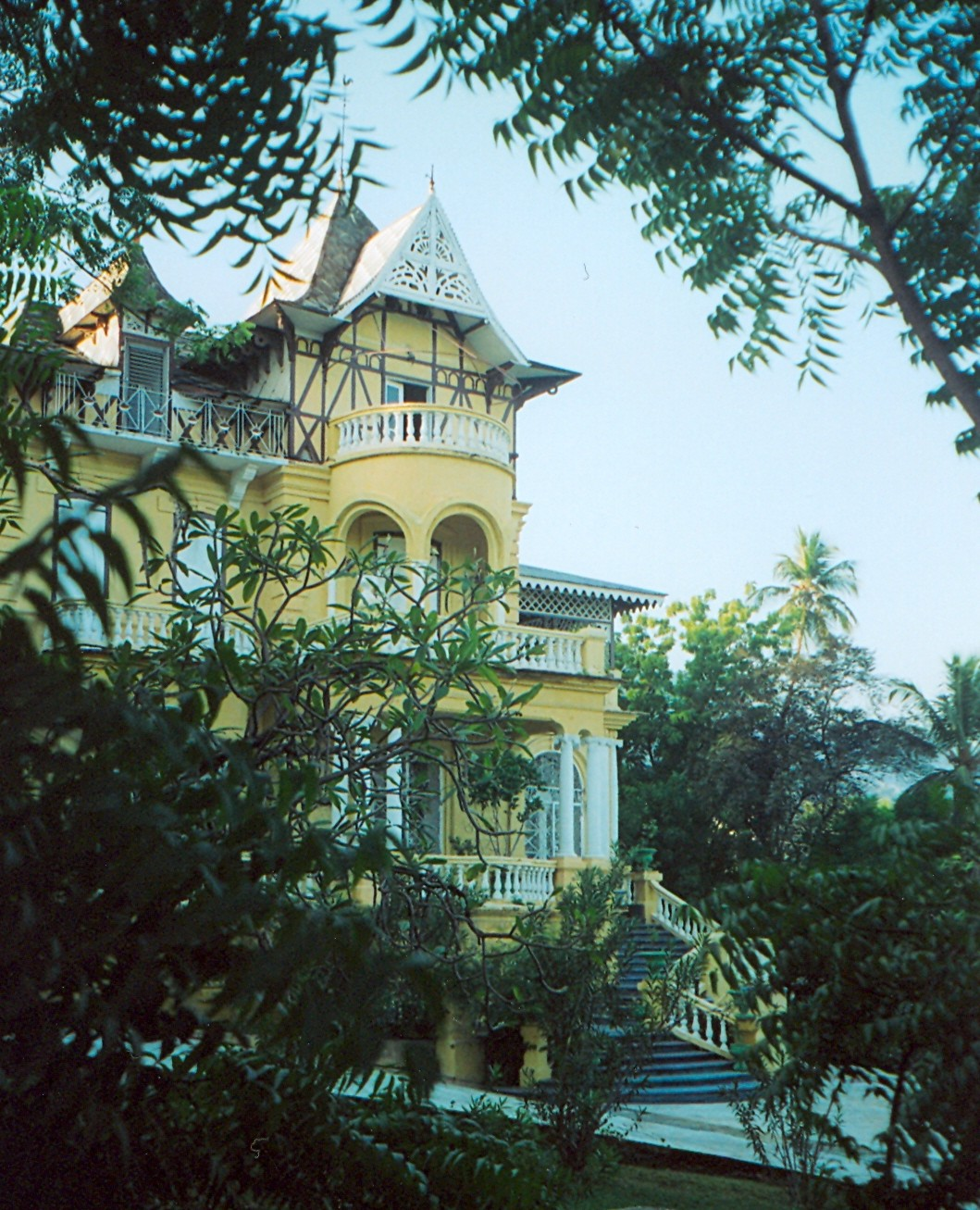
Una antigua casa victoriana en Pacot.

Las distintas manifestaciones artísticas haitianas reflejan la unión de las culturas que han estado presentes en la isla, elementos africanos, españoles, franceses y antillanos se mezclan para dar forma a la cultura autóctona. Destaca el movimiento teatral que representa obras tanto criollas como traducidas a su idioma y se organizan también conciertos de música nativa y bailes, así como exhibiciones artísticas. Se encontraran también manifestaciones de las artes plásticas en la artesanía, como la talla de madera, cestería, objetos de uso cotidiano y la pintura tradicional, repleta de colores vivos.
El país cuenta con algunas bibliotecas de gran valor. Las colecciones de los Hermanos de San Luis Gonzaga, los Archivos Nacionales y la Biblioteca Nacional cuentan con documentos únicos que datan de la época colonial. El Museo Nacional, que se encuentra en Puerto Príncipe, está dedicado a la historia de Haití.
El escritor haitiano Dany Lafferrière (1953), originario de Puerto Príncipe y residente en Montreal (Canadá), ganó el prestigioso premio literario Médicis en 2009 con su novela L'Énigme du retour (El enigma del regreso, traducción de Elena M. Cano e Íñigo Sánchez-Paños).
La cultura de la ciudad reside principalmente en el centro alrededor del Palacio Nacional así como sus áreas circundantes. El Museo Nacional de Haití está ubicado en los terrenos del palacio, fundado en 1938. El Palacio Nacional fue una de las primeras estructuras de la ciudad pero fue destruida y luego reconstruida en 1918. Fue destruida nuevamente por el terremoto de 2010, en el cual su domo central colapsó sobre el techo.
Otro destino popular en la capital es el Hotel Oloffson, una mansión victoriana del siglo XIX que antes fue la residencia privada de dos expresidentes haitianos. Se ha convertido en un importante punto de actividad turística. La Catedral de Puerto Príncipe es un afamado sitio de interés cultural y atrae a visitantes extranjeros por su estilo arquitectónico neo-romántico.
Otros sitios de interés cultural son los Archivos Nacionales, la Bibliothèque Nationale (Biblioteca Nacional) y la Galería de Expresiones de Arte de Haití. La ciudad es el lugar de nacimiento del destacado artista naïve Gesner Abelard, quien estaba asociado con el Centre d'Art.[cita requerida]

## Medios de comunicación
Puerto Príncipe es sede de los principales medios de comunicación de Haití. Hasta 2010 en la ciudad se editaban 2 periódicos: Le Nouvelliste y Le Matin. Este último comenzó a ser editado en República Dominicana después del terremoto de 2010.
También existen en Puerto Príncipe varias estaciones de radio (por ejemplo Signal FM y Radio Metropole) y televisión (por ejemplo Télévision Nationale d'Haïti).

## Transporte

### Transporte terrestre

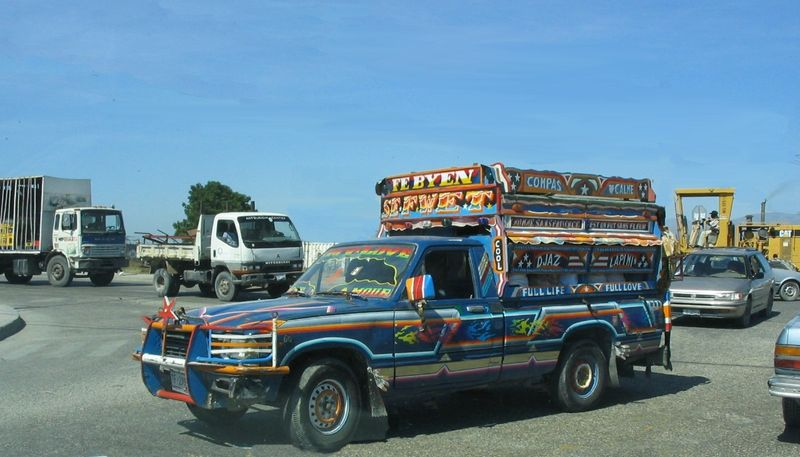
Un taptap (taxi compartido) en el centro de Puerto Príncipe.

Puerto Príncipe contiene una serie de autopistas que la conectan con todo el territorio nacional como por ejemplo la Autopista Nacional Uno, se origina en Puerto Príncipe, pasando por las ciudades costeras de Montrouis y Gonaïves, y terminando en Cap-Haïtien. La autopista sur, Autopista Nacional Dos, conecta Puerto Príncipe con Les Cayes pasando por Miragoâne y Jacmel y la autopista nacional 102 que conecta la capital con el interior y la República Dominicana.
En el transporte público se utilizan autobuses con una prolongada antigüedad, causando gran tráfico y congestión en las ajetreadas calles de la capital, además de los taxis. La forma más común de transporte público en Puerto Príncipe es mediante los "tap-taps", camionetas o taxis caracterizados por su colorido.

### Transporte marítimo
El puerto de Puerto Príncipe tiene registrados más envíos registrados que cualquier otro puerto de entre la docena de ellos que existen en el país. Las instalaciones del puerto incluyen grúas, muelles extensos, y almacenes, pero estas instalaciones se encuentran en pobre estado. El puerto es usado en menor grado de lo que el país quisiera, posiblemente debido a los altos honorarios comparado con los puertos en República Dominicana.

### Transporte aéreo
El Aeropuerto Internacional Toussaint Louverture de Puerto Príncipe, que abrió en 1965 (como el Aeropuerto Internacional François Duvalier), está 10 km al norte de la ciudad y maneja exclusivamente los vuelos internacionales del país.

## Educación
Las escuelas más importantes internacionalmente en Puerto Príncipe son la escuela de la unión , fundada en 1919, y la escuela cristiana de Quisqueya  Archivado el 23 de enero de 2009 en Wayback Machine., fundada en 1974. Ambas escuelas ofrecen una educación preuniversitaria de estilo estadounidense. Los estudiantes francófonos pueden estudiar en el liceo francés, situado en Bordón.
El Grupo Haitiano de investigación y actividades pedagógicas (en francés: Groupe Haïtien de Recherche et Action Pédagogique) (GHRAP) ha instalado varios centros comunitarios para la educación básica. La sede de la Unesco en Puerto Príncipe ha tomado un número de iniciativas para mejorar las instalaciones educativas de Puerto Príncipe.
La institución de educación superior más importante de Puerto Príncipe y Haití en general es la Universidad del Estado de Haití. Su origen data de la década de 1820, cuando fueron establecidas las universidades de leyes y medicina. En 1942 varias facultades se combinaron en la Universidad Estatal de Haití. Luego de una revuelta estudiantil en 1960, el gobierno de Duvalier puso la universidad bajo el firme control del gobierno y cambió su nombre a Universidad Estatal. El gobierno restauró su nombre original en 1986.

## Salud
Existen varios hospitales en Puerto Príncipe, entre ellos el Centro Hospitalario del Sagrado Corazón (CHSC, Centre Hospitalier du Sacré-Cœur), el Hôpital de l'Université d'État d'Haïti, Centre Obstetrico Gynécologique Isaie Jeanty-Léon Audain, Hôpital du Canapé-Vert, Hôpital Français (Asile Français), Hôpital Saint François de Sales, Hospital Trinité, Hôpital-Maternité Sapiens, Hopital OFATMA, Clinique de la Santé, Maternité de Christ Roi, Centre Hospitalier Rue Berne y Maternité Mathieu.
Después del terremoto de 2010, solo dos hospitales quedaron operativos. La Universidad de Miami junto con el Proyecto Medishare crearon un nuevo hospital para proveer cuidados sanitarios para los damnificados por el sismo. Este hospital posee personal voluntario y entrega atención de trauma nivel 1 para la ciudad y sus regiones circundantes.
El CHSC cerró en abril de 2010 cuando no se logró concretar la ayuda internacional. Era considerado el primer hospital privado de Haití.

## Turismo

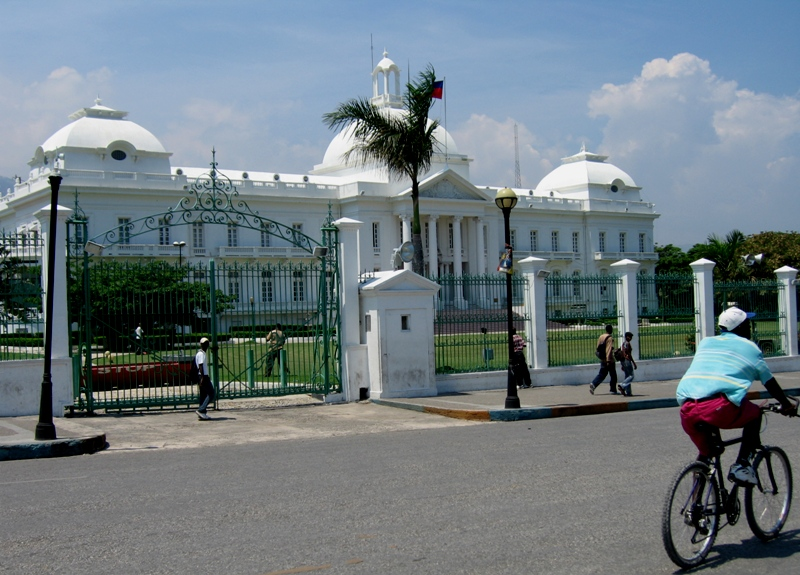
Palacio Presidencial de Haití, antes del terremoto del 12 de enero de 2010.

Desde mediados del siglo XX, Puerto Príncipe se constituyó como uno de los principales destinos turísticos del área del Caribe, cuando esa fuente de riqueza era prácticamente desconocida en el área. Hoy en día, la industria turística en Haití ha logrado mantenerse a pesar de las inestabilidades políticas.
El área de Petion-Ville en Puerto Príncipe es el lugar más comúnmente visitado por los turistas durante su estancia. Fuera de la ciudad están el Plaine du Cul de Sac una serie de planadas que llegan hasta la República Dominicana. La catedral más visitada por los turistas debido a su bella arquitectura era la Catedral de Notre-Dame de Puerto Príncipe, la cual fue destruida en 2010. Otro lugar importante es el Musée d'Art Haïtien du Collège Saint-Pierre que contiene algunas de las mejores obras de arte del país así como el Museo nacional, un museo histórico que contiene la pistola con la que se suicidó el Rey Henri Christophe y un ancla oxidada que aparenta ser del navío de la flota de Cristóbal Colón, la Santa María. Algunos lugares culturales que destacan son los Archivos Nacionales, la Biblioteca Nacional y el For Jacques, cerca de Petion-Ville.

### Palacio Nacional
Como otros edificios públicos de Haití, el Palacio Nacional de Baussan se construyó con la arquitectura del Renacimiento francés, que se asemeja a la arquitectura en Francia y sus territorios coloniales durante el siglo XIX, incluido el Ayuntamiento de Puerto Príncipe, otra creación de Baussan. Antes del terremoto, el Palacio Nacional de Haití tenía tres niveles, y el pabellón de entrada tenía un frontón pórtico con cuatro columnas jónicas. El techo tenía tres cúpulas y varias buhardillas, y todo el edificio está pintado de blanco. Este edificio sufrió grandes daños durante el terremoto de 2010.

### Panteón y Museo Nacional de Haití
El Museo del Panteón Nacional conserva una importante colección de materiales taínos y coloniales, tanto españoles como franceses, así como asociados a la independencia del país y a sus héroes. En este sentido destaca el sarcófago con los restos de Toussaint-Louverture o la espada de Dessalines.
Cabe destacar también el espacio dedicado a la esclavitud, el cimarronaje y la liberación de los esclavos. Como curiosidad el ancla de la Santa María, la nave que encalló en un banco de arena y naufragó en la costa norte del actual Haití. Con las maderas de este barco se construyó el fuerte La Navidad, el primer asentamiento europeo en el continente...

### Museo Nacional de la Caña de Azúcar
Se encuentra en el Bulevar 15 de octubre. La caña fue introducida en 1494 por Cristóbal Colón en Quisqueya y tuvo en esta zona un apogeo especial en la época colonial francesa (1625-1803). El Parque Histórico de la Caña de Azúcar se encuentra ubicado en el antiguo ingenio azucarero Chateaublond (1771-1803), que fue también centro de producción del President Trancrède (1895-1925). Se encuentra en la Plaine du Cul de Sac, uno de los principales núcleos históricos de producción de azúcar en la isla y donde se reportaron importantes revueltas de esclavos. Fue el sitio de la batalla decisiva del 4 de junio de 1803 bajo el mando de Jean Jacques Dessalines. El Parque es obra de la empresa Valerio Canez S.A. y lo gestiona la Fundación Françoise Canez Auguste. Además de las estructuras del antiguo ingenio azucarero, como las chimeneas, molinos, acueducto, usina, tren,... se conservan numerosos materiales asociados que permiten conocer el proceso del azúcar desde el siglo XVII a inicios del siglo XX.

## Ciudades hermanas
- Miami, Estados Unidos - 1991[21]
- Montreal, Canadá - 1995[22]
- Lima, Perú
- Bogotá, Colombia